# Pallacanestro 3x3 femminile ai II Giochi europei
Le gare del torneo di pallacanestro 3x3 femminile ai II Giochi europei si sono svolte nel giugno 2019 a Minsk.
Come già ai Giochi olimpici giovanili, i tornei si sono tenuti nel formato 3 contro 3.

## Podio
| Pos.    | Team        | Formazione                                                                 |
| ------- | ----------- | -------------------------------------------------------------------------- |
| Oro     | Francia     | Francia 3×36 Hériaud, 9 Djaldi-Tabdi, 11 Tayeau, 18 Koné, All. -           |
| Argento | Estonia     | Estonia 3×36 Lass, 8 Köster, 10 Anderson, 13 Pulk, All. -                  |
| Bronzo  | Bielorussia | Bielorussia 3×31 Sushczyk, 5 Mahalias, 12 Dashkevich, 15 Ivaščanka, All. - |
| 4.      | Germania    | Germania 3×38 Sabally, 14 Greinacher, 21 Brunckhorst, 25 Degbeon, All. -   |
| 5.      | Rep. Ceca   | Rep. Ceca 3×33 Hošková, 7 Satoranská, 9 Harapesová, 12 Levínská, All. -    |
| 6.      | Russia      | Russia 3×3Frolkina, Kozik, Polyashova, Pozdnyakova, All. -                 |
| 7.      | Spagna      | Spagna 3×31 Oma, 3 Canella, 7 Lo Sylla, 10 Díaz, All. -                    |
| 8.      | Paesi Bassi | Paesi Bassi 3×34 Gujt, 5 Cornelius, 19 Jongeling, 33 Boonstra, All. -      |
| 9.      | Ucraina     | Ucraina 3×3Kosmach, Rulyova, Spitkovs'ka, Jurkevičius, All. -              |
| 10.     | Serbia      | Serbia 3×35 Beronja, 23 Rajić · Gobeljić · Karakašević, All. -             |
| 11.     | Svizzera    | Svizzera 3×32 Mensah, 11 Ruga, 12 Détraz, 13 Tomezzoli, All. -             |
| 12.     | Romania     | Romania 3×315 Lazăr, 17 Uiuiu, 21 Chiș · Pavel, All. -                     |
| 13.     | Ungheria    | Ungheria 3×37 Jáhni, 33 Benke, 44 Böröndy, All. -                          |
| 14.     | Italia      | Italia 3×3Contu, De Cassan, Landi, Russo, All. Lorenza Arnetoli            |
| 15.     | Andorra     | Andorra 3×3Andrés, Brunet, Mañà, Pla, All. -                               |
| 16.     | Lettonia    | Lettonia 3×3Blūma, Golovko, Liepiņa-Liepa, Okuņeva, All. -                 |